# ديفيد وينديل فيليبس
ديفيد وينديل فيليبس (بالإنجليزية: David Wendell Phillips)‏ هو محامي أمريكي، ولد في 21 نوفمبر 1962 في الإسكندرية في الولايات المتحدة.